# Кордт фон Брандіс
Кордт фон Брандіс (нім. Cordt von Brandis; 4 жовтня 1888, Бад-Мюндер — 11 червня 1972, Барендорф) — німецький офіцер, майор запасу вермахту. Кавалер ордена Pour le Mérite.

## Біографія
Кордт фон Брандіс був сином фермера Германа фон Брандіса (1843–1934) та його дружини Юлії, уродженої Гайзе (1856–1943). Після відвідування кадетських шкіл у Наумбурзі та Грос-Ліхтерфельде 19 червня 1908 року вступив лейтенантом у піхотний полк «Великий герцог Фрідріх Франц II Мекленбург-Шверінський» (4-й Бранденбурзький) №24 Прусської армії в Нойруппіні.

### Перша світова війна

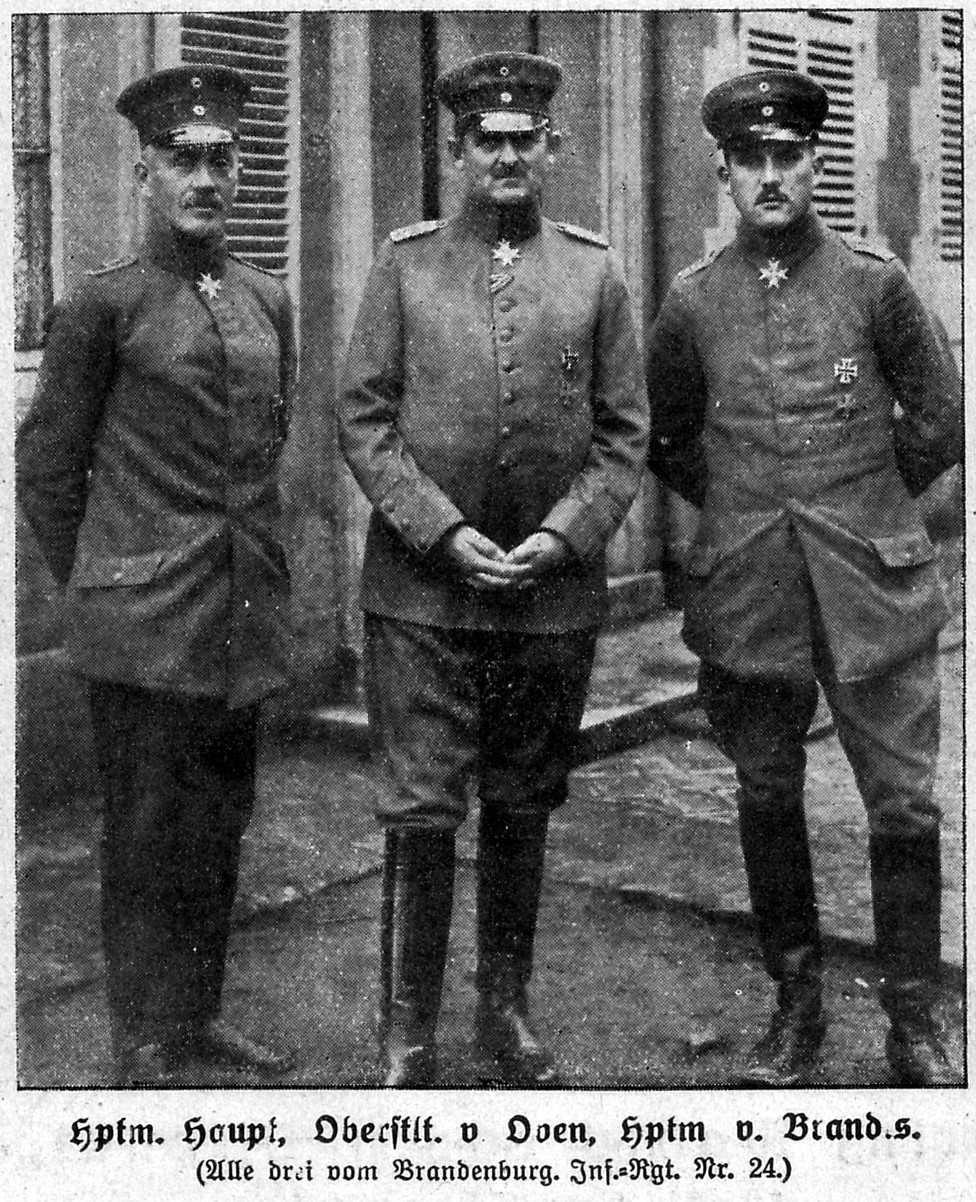
Зліва направо: гауптман Ганс-Йоахім Гаупт, оберстлейтенант Георг фон Офен і гауптман фон Брандіс.

З початком Першої світової війни Брандіс спочатку був направлений на Західний фронт і 4 вересня 1914 року прийняв командування 1-ю ротою. У наступний період Брандіс був кілька разів поранений і після одужання та підвищення до оберлейтенанта 25 лютого 1915 року очолив 8-у роту. Після тимчасової передислокації до Сербії на початку 1916 року полк повернувся на Західний фронт у Верден.
Брендіс став відомий насамперед тим, що 14 березня 1916 року разом з Гансом-Йоахімом Гауптом отримав орден Pour le Mérite за штурм форту Дуомон і вважався завойовником форту. Пізніше в пам’ятній літературі про битву під Верденом у 1920-х і 1930-х роках між різними учасниками та авторами виникла запекла суперечка про те, чи було вшанування Брандіса виправданим, чи іншими солдатами скористалися.
1 липня 1917 року його перевели в штабу групи армій «Німецький кронпринц», а 18 серпня 1917 року він отримав звання гауптмана. Незабаром після цього його призначили командиром 2-го батальйону рідного полку, яким він керував до кінця війни.

### Бої в країнах Балтії
Після повернення додому та демобілізації Брандіс на початку 1919 року сформував фрайкор «Брандіс» біля Нойруппіна. Спочатку фрайкор належав до 1-ї гвардійської резервної дивізії, щойно сформованої в Берліні наприкінці січня і спочатку складався з посиленого батальйону у складі трьох стрілецьких рот, кулеметної роти та батареї 10.5 см гаубиць. Він був розгорнутий у країнах Балтії з березня, а пізніше був посилений іншими підрозділами, такими як Гамбурзький фрайкор та балтійські німецькі єгері. Фрайкор Брандіса був, поряд із «Залізною дивізією» під керівництвом Йозефа Бішоффа та фрайкорами Франца Пфеффера фон Заломона, Вальтера фон Медема та графа Ойленбурга, одним із найважливіших німецьких добровольчих формувань у Балтійській війні. Пізніше Брандіс написав мемуари про ці битви, які отримали високу оцінку. Після повернення балтійців до Німеччини та невдалого Каппського заколоту Брандіс залишив військову службу 31 березня 1920 року.

### Після повернення до Німеччини
У 1920-х роках Брандіс і його дружина Йоганна Шульц (1895–1989), донька землевласника, керували фермою під назвою Брандішоф у Рінлучі поблизу Руппіна. Компанія була заснована в 1923 році одночасно з весіллям. Площа володіння становила 93 гектари У 1934 році брав участь у створенні Імперської служби праці. Незважаючи на своє ідеологічне коріння в націоналістично-войовничому спектрі, він не приєднався до НСДАП, але пізніше був членом Німецького дворянського товариства. 27 серпня 1939 року, з нагорди 25-ї річниці битви під Танненбергом, Брандіс отримав звання майора запасу.

### Африка
Уже в 1936 році він почав співпрацювати з німецькими поселенцями в Східній Африці, де його молодший брат Карл фон Брандіс (1900–1992) керував фермою поблизу Кілулу як менеджер плантації. У 1940 році Брендіс був заарештований англійцями на фермі свого брата. Сім'я продовжувала жити в Брандісгоф поблизу Альтфрізака. Другу світову війну він провів у різних британських таборах для інтернованих у Південній Африці до 1947 року.
Після експропріації в 1950-х роках Брандісгоф деякий час використовувався як болотна експериментальна станція.

## Нагороди
- Залізний хрест 2-го і 1-го класу
- Хрест «За військові заслуги» (Мекленбург-Шверін) 2-го і 1-го класу
- Pour le Mérite (14 березня 1916)
- Нагрудний знак «За поранення» в сріблі
- Балтійський хрест
- Почесний хрест ветерана війни з мечами